# Calauria

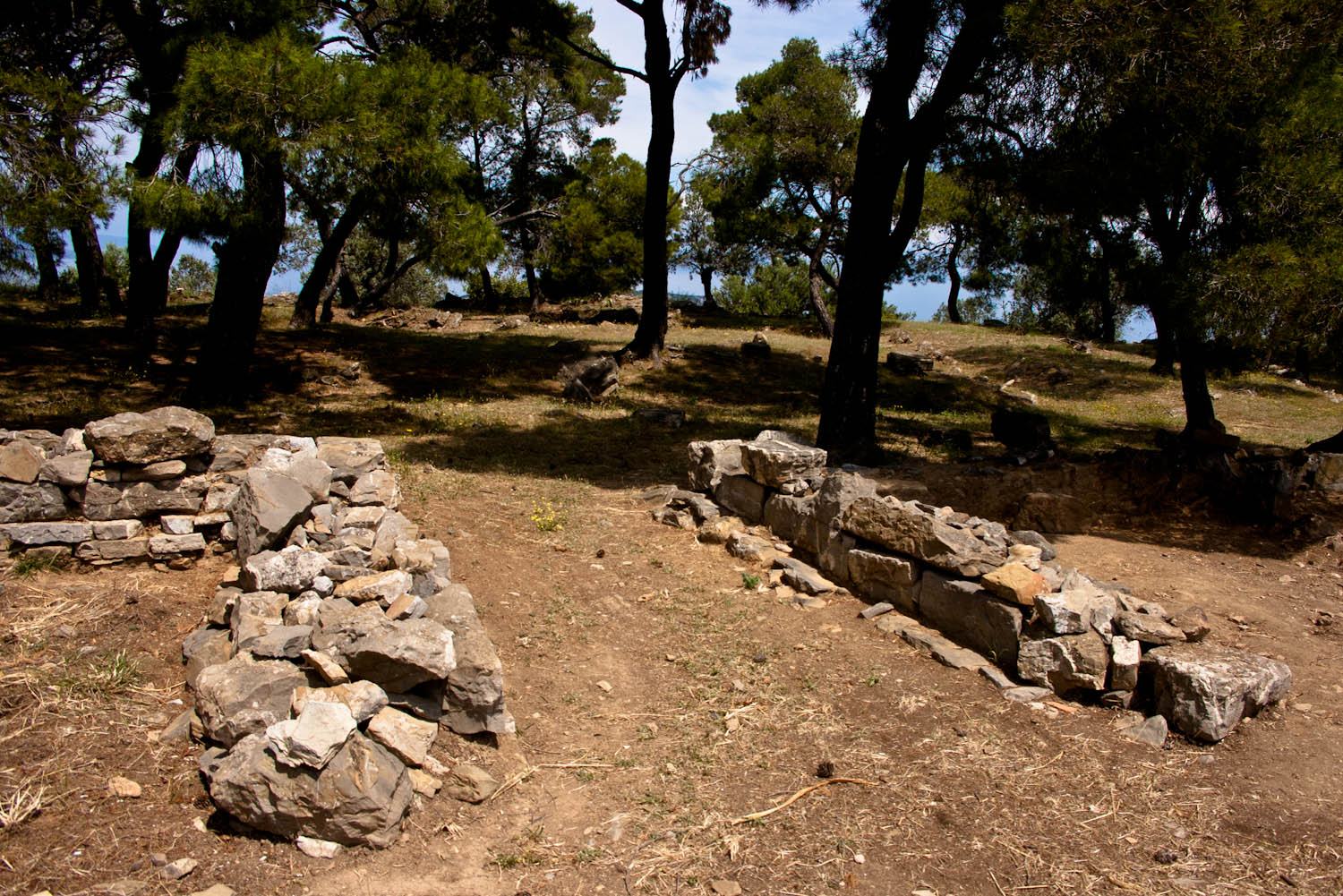
Restos del templo de Poseidón de Calauria.

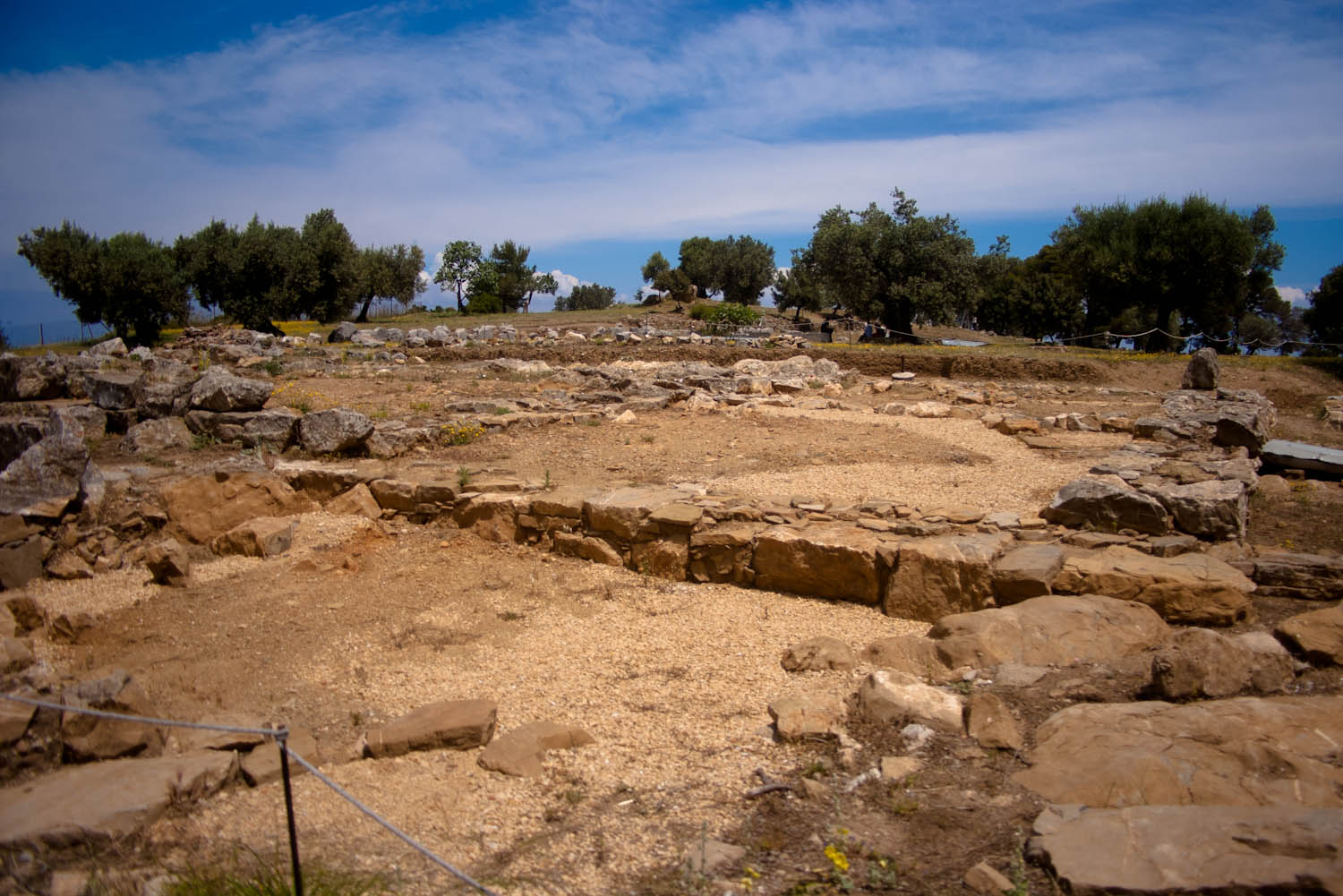
Santuario de Poseidón en Calauria, Poro. En primer plano, los restos de los propileos.

Calauria (en griego, Καλαυρεία) es el nombre de una isla y antigua población griega de Argólide. Actualmente la isla se denomina Poro.
El Periplo de Pseudo-Escílax señala que la isla de Calauria tenía un perímetro de trescientos estadios y tenía una ciudad y un puerto.
Demóstenes la cita como el lugar donde se desbandó el ejército del ateniense Timoteo por carecer de paga.
Existía una tradición según la cual, en un principio Calauria estaba consagrada a Apolo y Delfos a Poseidón y posteriormente permutaron los lugares. El caso es que en la isla se hallaba un importante templo de Poseidón, cuya sacerdotisa era una doncella que permanecía allí hasta que tenía edad de casarse. En torno a este lugar de culto existía una anfictionía que, según Estrabón, estaba formada por las ciudades de Hermíone, Epidauro, Egina, Atenas, Prasias, Nauplia y Orcómeno Minia, aunque los de Argos pagaban el tributo de Nauplia y los de Esparta pagaban el de Prasias.
En Calauria se envenenó Demóstenes y murió cuando, estando refugiado en el templo, estaba a punto de ser detenido por soldados de Antípatro. En la isla se ubicaba su tumba.
De Calauria era célebre el escultor Pisón.

## Arqueología
Calauria fue excavada por equipos de arqueólogos suecos en 1894 bajo la dirección de Samuel Wide y Lennart Kjellberg junto con el arquitecto Sven Kristenson. Entre los hallazgos destacados de esa excavación figuran algunas inscripciones y ofrendas votivas como grandes calderos de bronce, aríbalos, figurillas de terracota y de bronce, un tridente de bronce y una cabeza de un grifo en un caldero de bronce (este último datado en el siglo VI a. C.)
Posteriormente, desde 1997 se han realizado nuevas excavaciones donde se encontró una estructura con varias habitaciones que pertenece al periodo Heládico Reciente IIIC, al final de la Edad del Bronce y que podría haber sido un lugar destinado al culto. De esta época también se han hallado tres pequeños discos de oro, un recipiente de bronce y restos de grandes crateras, estos mezclados con grandes ánforas en un edificio del final de la Edad del Hierro o del siglo VIII a. C., que se hallaba debajo del llamado edificio D. Este último fue construido a finales del siglo IV a. C., al igual que los edificios C y E. El edificio E se considera que servía de propileo. Por otra parte, el templo de Poseidón fue construido en el siglo VI a. C., aunque su culto fue anterior. Las piedras del templo fueron reutilizadas en épocas posteriores para la construcción de otros edificios. La stoa mejor conservada de este templo se conoce como edificio A y pertenece a finales del siglo V a. C.
Es destacable también una cisterna al norte del edificio D donde, junto a restos de cerámica, se han hallado abundantes huesos de animales como perros y serpientes.
También se ha encontrado, en la llamada área I, una gran estructura rectangular de finales del periodo helenístico y que estuvo en uso hasta el periodo romano. La estructura, que tuvo dos fases de construcción, consta de varios espacios que tuvieron funciones de cocina, de almacenamiento y comercial.
 Muchos de los hallazgos de las diferentes excavaciones se exhiben en el Museo Arqueológico de Poros.